# ريان وليامز (لاعب كرة قدم مواليد 1996)
ريان وليامز (بالإنجليزية: Ryan Williams)‏ هو لاعب كرة قدم أمريكي في مركز الوسط، ولد في 11 أكتوبر 1996 في ميليلاني ‏ في الولايات المتحدة. لعب مع نيو مكسيكو يونايتد.

## وصلات خارجية
- ريان وليامز (لاعب كرة قدم مواليد 1996) على موقع قاعدة بيانات كرة القدم.إي يو (الإنجليزية)
- ريان وليامز (لاعب كرة قدم مواليد 1996) على موقع Soccerway.com (الإنجليزية)